# Solanum xanthophaeum
Solanum xanthophaeum är en potatisväxtart som beskrevs av Friedrich August Georg Bitter. Solanum xanthophaeum ingår i släktet skattor som ingår i familjen potatisväxter. Inga underarter finns listade i Catalogue of Life.